# Лаббок (Техас)
Ла́ббок (англ. Lubbock) — город в США, расположенный в северо-западной части штата Техас, в регионе 
равнины Ллано-Эстакадо. Административный центр округа Лаббок. Лаббок является 11-м по численности городом Техаса, по данным переписи за 2010 год число жителей города составляло 229 573 человек.
Лаббок был основан в 1890 году и назван по имени округа. Является городом с 1909 года. Центр местного здравоохранения, образования и промышленности. В Лаббоке находятся два университета: Христианский университет Лаббока и Техасский технологический университет. Среди достопримечательностей — музей и ежегодный музыкальный фестиваль Бадди Холли (1936—1959), пионера рок-н-ролла, родившегося и жившего в Лаббоке.

## Географическое положение
Лаббок расположен в центре округа Лаббок на высоте 992 м над уровнем моря. Площадь города составляет 320,0 км², из которых 2,96 км² — вода.

## История
Округ Лаббок был создан в 1876 году. Он был назван в честь полковника Конфедеративной армии Томаса Салтуса Лаббока. В 1884 году в каньоне Йеллоу-Хаус был открыт почтовый офис, вблизи которого появились маленькие города Олд-Лаббок и Монтерей. В 1890 году они объединились в новый город с названием Лаббок. Город был основан в основном фермерами в ходе освоения земель в западном направлении. В 1891 году он стал окружным центром. В 1909 году Лаббок был инкорпорирован, в тот же год через город была проложена железная дорога.
Техасский технологический колледж (сейчас Техасский технологический университет) был основан в Лаббоке в 1923 году. При его школе медицины был открыт Центр здравоохранения Техасского технологического университета в 1969 году. Христианский университет Лаббока был основан в 1957 году.

## Население
| Год переписи | Нас.   |  | %±     |
| ------------ | ------ |  | ------ |
| 1910         | 1938   |  | —      |
| 1920         | 4051   |  | 109%   |
| 1930         | 20520  |  | 406,5% |
| 1940         | 31853  |  | 55,2%  |
| 1950         | 71747  |  | 125,2% |
| 1960         | 128691 |  | 79,4%  |
| 1970         | 149101 |  | 15,9%  |
| 1980         | 173979 |  | 16,7%  |
| 1990         | 186206 |  | 7%     |
| 2000         | 199564 |  | 7,2%   |
| 2010         | 229573 |  | 15%    |
| 2016         | 252506 |  | 10%    |

По данным переписи населения 2010 года город имел население 229 573 человек (49,0 % мужчин и 51,0 % женщин), в городе было 88 506 домашних хозяйств и 53 042 семей. На территории города было расположено 95 926 построек со средней плотностью 302,6 построек на один квадратный километр суши. Расовый состав: белые — 75,8 %, афроамериканцы — 8,6 %, азиаты — 2,4 %, коренные американцы — 0,7 %.
Население города по возрастному диапазону по данным переписи 2010 года распределилось следующим образом: 23,5 % — жители младше 18 лет, 8,4 % — между 18 и 21 годами, 57,3 % — от 21 до 65 лет и 10,8 % — в возрасте 65 лет и старше. Средний возраст населения — 29,2 лет. На каждые 100 женщин в Лаббоке приходилось 96,5 мужчин, при этом на 100 совершеннолетних женщин приходилось уже 94,5 мужчин сопоставимого возраста.
Из 88 506 домашних хозяйств 59,9 % представляли собой семьи: 40,9 % совместно проживающих супружеских пар (16,9 % с детьми младше 18 лет); 14,0 % — женщины, проживающие без мужей и 5,1 % — мужчины, проживающие без жён. 40,1 % не имели семьи. В среднем домашнее хозяйство ведут 2,48 человека, а средний размер семьи — 3,09 человека. В одиночестве проживали 28,8 % населения, 7,9 % составляли одинокие пожилые люди (старше 65 лет).

## Экономика
Регион Лаббока является одним из крупнейших хлопководческих регионов мира, он в значительной степени зависит от сельскохозяйственных субсидий федерального правительства и орошения. В 2014 году из 189 762 человек старше 16 лет имели работу 117 881. При этом мужчины имели 
медианный доход в 41 481 долларов США в год против 32 255 долларов среднегодового дохода у женщин. В 2014 году медианный доход на семью оценивался в 56 984 $, на домашнее хозяйство — в 44 648 $. Доход на душу населения — 24 010 $ в год

## Климат
Лаббок находится в зоне мягкого семиаридного климата (классификация климатов Кёппена — BSk). Средняя температура в году — 15,6 °C, самый тёплый месяц — июль (средняя температура 26,2 °C), самый холодный — январь (средняя температура 4,4 °C). Среднее количество осадков в году 480,1 мм.
| Показатель                    | Янв.  | Фев.  | Март  | Апр. | Май  | Июнь | Июль | Авг. | Сен. | Окт. | Нояб. | Дек.  | Год   |
| ----------------------------- | ----- | ----- | ----- | ---- | ---- | ---- | ---- | ---- | ---- | ---- | ----- | ----- | ----- |
| Абсолютный максимум, °C       | 30,5  | 31,6  | 35,0  | 40,0 | 42,7 | 45,5 | 42,7 | 41,6 | 40,5 | 37,7 | 32,2  | 28,3  | 45,5  |
| Средний суточный максимум, °C | 12,2  | 14,8  | 19,3  | 24,1 | 28,7 | 32,6 | 33,8 | 33,0 | 29,1 | 24,0 | 17,5  | 12,2  | 23,5  |
| Средняя температура, °C       | 4,7   | 7,0   | 11,1  | 16,0 | 21,1 | 25,3 | 27,0 | 26,2 | 22,1 | 16,5 | 10,0  | 4,8   | 16,0  |
| Средний суточный минимум, °C  | −2,8  | −0,7  | 3,0   | 7,8  | 13,5 | 18,1 | 20,1 | 19,4 | 15,1 | 9,0  | 2,4   | −2,5  | 8,5   |
| Абсолютный минимум, °C        | −26,6 | −27,2 | −18,8 | −7,7 | −2,7 | 3,8  | 9,4  | 6,1  | 0,5  | −7,7 | −18,3 | −18,8 | −27,2 |
| Норма осадков, мм             | 16    | 19    | 27    | 35   | 58   | 77   | 48   | 48   | 63   | 49   | 21    | 19    | 484   |
| Источник: NWS                 |       |       |       |      |      |      |      |      |      |      |       |       |       |